# Międzynarodowa Organizacja ds. Migracji
Międzynarodowa Organizacja do Spraw Migracji (ang.: International Organization for Migration; fr.: l’Organisation internationale pour les migrations) – międzyrządowa organizacja założona w 1951 jako Intergovernmental Committee for European Migration (ICEM) w celu pomocy przesiedleńcom po II wojnie światowej.
Organizacja ma siedzibę w Genewie. Należą do niej 132 państwa. Posiada budżet wynoszący około 746 mln euro, zatrudnia około 7300 pracowników. Utrzymuje kontakty z różnymi agendami Organizacji Narodów Zjednoczonych, od 2016 roku jest ich oficjalną agendą.